# Fort Lauderdale
Fort Lauderdale Florida államban, Broward megyében található város. A 2006-os népszámlálás adatai szerint 185.804 lakosa van, az agglomerációval együtt pedig 5 463 875. A város Broward megye székhelye.  Kiterjedt és bonyolult csatornarendszerének köszönhetően Amerika Velencéjének is nevezik.
Népszerű úti cél, 2006-ban 10,85 millió ember látogatott a városba. Fort Lauderdale 42.000 jachttal és 100 kikötővel jachtközponttá vált. A városnak (az agglomerációt beleértve) 4100 étterme és 120 éjszakai klubja van. A tengerparti strandok csak Fort Lauderdale-ben 11 km hosszan terülnek el.
A város erődök sorozatos építéséből, még a floridai háború idején kapta nevét (fort = erőd). A város fejlesztése a háborúra rá még 50 évig nem kezdődött el, miközben az erődök már elhagyatottak voltak. Három ilyen építményt hívtak Fort Lauderdale-nek. Az egyik a New River elágazásánál, a másik Tarpon Bendnél, a harmadik pedig közel Bahia Mar Marinához volt felépítve. Az erődök William Lauderdale őrnagyról kapták nevüket, aki azon katonák vezetője volt, akik az első erődöt építették.
A város határain belül 226 km vízi út van.

## Történelem
Felfedezés
A területen, amin később Fort Lauderdale-t alapították, a Tegesta nép tagjai éltek több ezer évig. A 16. század katasztrofálisnak bizonyult az őslakosok számára, ugyanis a spanyol felfedezők akaratlanul hoztak be különféle betegségeket, amelyeknek a bennszülöttek nem tudtak ellenállni (például a himlő). A betegségek konfliktushoz vezettek a szomszédos Calusa-törzsekkel. A járványok nagyban hozzájárultak az őslakosok létszámának csökkenéséhez. 1763-ra már csak néhány törzs maradt Floridában, legtöbbjük Kubába lett evakuálva, mikor a spanyolok átengedték Angliának a területet az 1763-as párizsi béke értelmében. Tettük véget vetett a franciák és őslakosok közti hétéves háborúnak. Habár a terület irányítása megváltozott, a 20. századig nagy mértékben fejletlen maradt.

## Klíma
Fort Lauderdale a csapadékos szubtrópusi övezet és a szavanna övezet határán található, két évszakot különböztetnek meg: egy forró, csapadékos nyarat és egy hűvösebb, száraz telet. Az éves csapadékmennyiség 69%-a az öt hónapos nyári időszak alatt esik le. A hurrikánszezon június elsejétől november legvégéig tart, a legerősebb viharok legtöbbször szeptemberben vagy októberben csapnak le. A két legerősebb hurrikán, a Katrina és a Wilma 2005-ben súlyos károkat okozott, de fontos megemlíteni az 1964-es Cleo-t, az 1950-es Kinget és az 1947-ben pusztított Fort Lauderdale hurrikánt.
| Hónap      | Évszak | Átlagosan középhőmérséklet (°C) | Átlagos csapadékmennyiség (cm) |
| ---------- | ------ | ------------------------------- | ------------------------------ |
| Január     | tél    | 19,5                            | 7,47                           |
| Február    | tél    | 20,5                            | 6,86                           |
| Március    | tél    | 21,5                            | 9,93                           |
| Április    | tél    | 23,5                            | 16,8                           |
| Május      | nyár   | 26                              | 25,43                          |
| Június     | nyár   | 27                              | 17,02                          |
| Július     | nyár   | 28                              | 17,48                          |
| Augusztus  | nyár   | 28                              | 20,98                          |
| Szeptember | nyár   | 28                              | 16,36                          |
| Október    | tél    | 26                              | 11,61                          |
| November   | tél    | 23                              | 6,73                           |
| December   | tél    | 21                              | 7,11                           |

## Közlekedés

### Autó
Broward megye három fő-államok közötti-útvonalat üzemeltet (I-75, I-95, I-595). A várost el lehet érni a U.S. Route 1-en, a US 27-en és a US 441-en, továbbá a State Highway 869-en.

### Busz
A helyi autóbusz-közlekedést a Broward County Transit biztosítja, továbbá ők vezérlik az egész megye járatai is. A cég tulajdonában állnak még metróbuszok, amiket Miami-Dade megyében használnak, illetve Palm Tran-buszok, amik Palm Beach megyében közlekednek.

### Vasút
Négy vasúttársaság működik Fort Lauderdale-ben. A Florida East Coast Railroad (FEC) és a CSX Transportation csak teherszállítást végez, az Amtrak pedig utasokat szállít az Atlanti-óceán partján és ahhoz közeli városokba, a Tri-Tail pedig utazási lehetőséget biztosít Palm Beach, Broward és Miami-Dade megyék között.

### Repülő
A Dania Beach szomszédságában lévő Fort Lauderdale–Hollywood nemzetközi repülőtér a város legfőbb és az ország leggyorsabban fejlődő repülőtere. Az utazó igénybe veheti a JetBlue, a Southwest Airlines, a Palm Beach nemzetközi repülőtér és a Miami nemzetközi repülőtér szolgáltatásait is.

### Hajó
Fort Lauderdale-hez tartozik Port Everglades, az ország harmadik legforgalmasabb kikötője.

## Turizmus
A Greater Fort Lauderdale Convention and Visitors Bureau szerint a város „Amerika legnépszerűbb meleg üdülőhelye”. 2006-ban egy meleg-érdekeltségű oldal, a PlanetOut tagjai „a legjobb meleg üdülőhelynek” nevezték a várost, és kétségtelen, hogy tényleg nagy számban jönnek ide üdülni melegek és leszbikusok. A Stonewall Könyvtár és Levéltár rendelkezik a legnagyobb LMBT-témájú gyűjteménnyel az egész Egyesült Államok délkeleti részén. A várost gyakran nevezik Fort Liquordale-nek strandjai, bárjai és éjszakai klubjai és a főiskolások százezrei miatt, akik itt töltik vakációjukat.

## Média

### Lapok
- South Florida-Sun Sentinel (angol nyelvű)
- The Miami Herald (angol nyelvű)
- El Sentinel (spanyol nyelvű)
- El Nuevo Herald (spanyol nyelvű)
- City Link (angol nyelvű)
- New Times Broward-Palm Beach (angol nyelvű)

### Havilapok
- HOME Fort Lauderdale (angol nyelvű)
- Express Gay News (angol nyelvű)
- The 411 Magazine (angol nyelvű)
- HOTspots! (angol nyelvű)

### Rádióállomások
- WAFG (90,3 FM)
- WBGG-FM (105,9 FM)
- WFLL (1400 AM)
- WHYI-FM (100,7 FM)
- WMIB (103,5 FM)
- WRMA (106,7 FM)
- WSRF (1580 AM)

### Televíziók
- Channel 17: WITV-ABC (1953-57)